# هلا فبراير
هلا فبراير هو مهرجان وطني يقام في دولة الكويت سنوياً في شهر فبراير.

## نبذة عن المهرجان

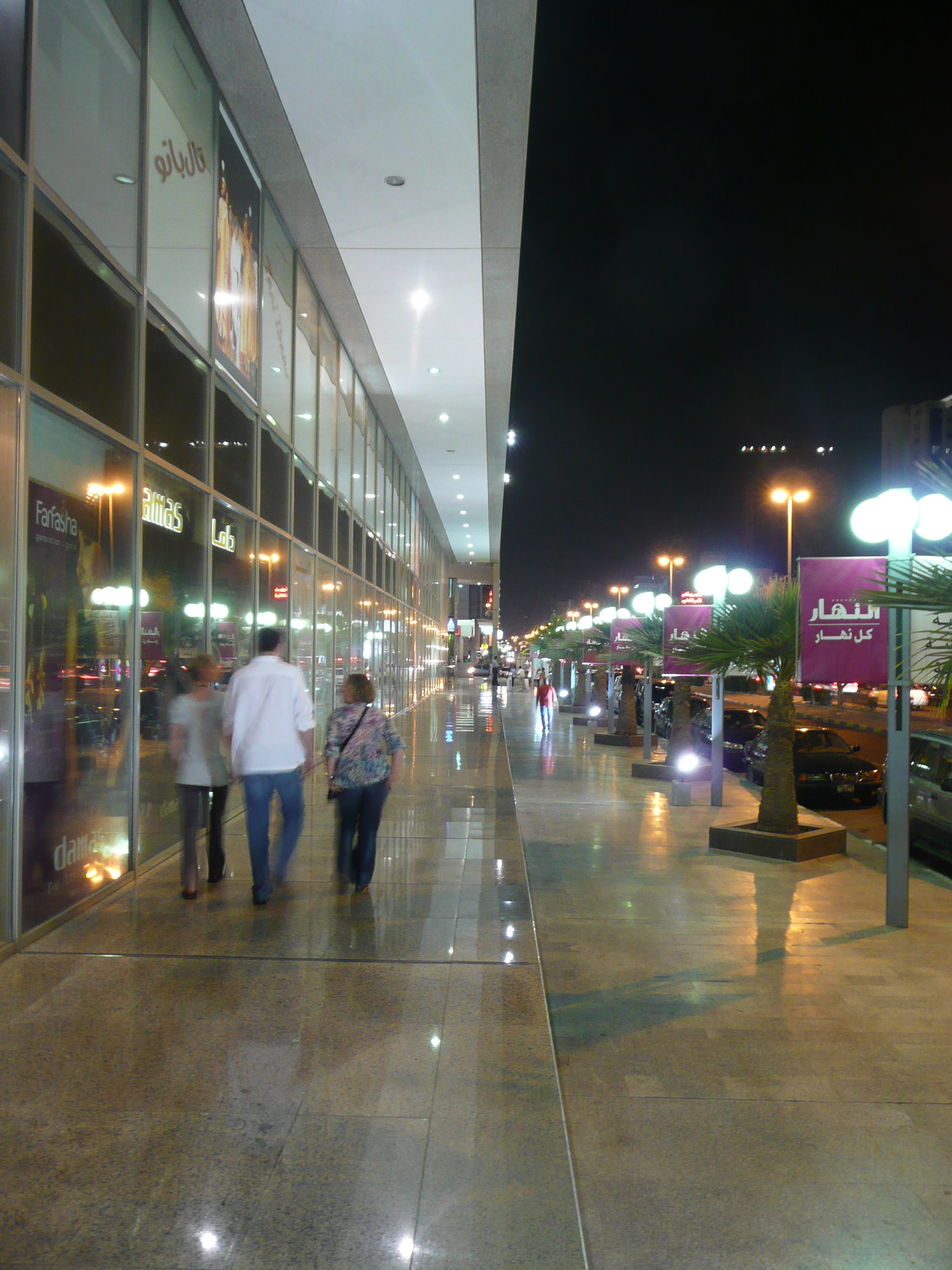
جانب من شارع سالم المبارك

يعد مهرجان هلا فبراير أبرز مهرجان شامل يقام على دولة الكويت سنوياً، ويقوم بدعمه القطاع الخاص وبعض المؤسسات من خلال تمويله ورعايته وتقديم الجوائز والكوبونات. وأبرز هذه القطاعات مؤسسة الخطوط الجوية الكويتية التي استمرت مع المهرجان منذ أنطلاقته الأولى.
يتضمن المهرجان حفل افتتاحي عبارة عن كرنفال استعراضي (يتم في العادة على امتداد شارع سالم المبارك في منطقة السالمية). كذلك يتضمن مهرجاناً تسويقياً بالتعاون مع المجمعات والمحلات التجارية لعمل خصومات وعروض خاصة وتوزيع كوبونات وجوائز.
كذلك فإن من أبرز الأنشطة والفعاليات المقامة بالمهرجان الحفلات الغنائية، والتي تعتبر من كبرى الحفلات الغنائية في الوطن العربي. بالإضافة إلى الأمسيات الشعرية وبعض الأنشطة الترفيهية الأخرى.
وأيضاً فإن من ضمن فعالياته بعض الأنشطة والاحتفالات الرياضية، مثل مشاركة عدد من المنتخبات والأندية العالمية للمشاركة في مباريات ودية تقام على دولة الكويت أثناء فترة المهرجان. كما حدث في أول مهرجان أقيم حين تم لعب مباراة ودية بين المنتخب الكويتي والمنتخب الإيراني وفريق برازيلي وآخر نمساوي في بطولة مصغرّة، بالإضافة إلى بقية النشاطات الرياضية الأخرى.

## تاريخ المهرجان
انطلق المهرجان لأول مرة في عام 1999 بالفترة ما بين 3 فبراير وحتى 24 فبراير. حيث أعلنت اللجنة المنظمة برئاسة السيد أحمد المشاري (بتاريخ 6 ديسمبر 1998) عن الموعد الفعلي لانطلاق المهرجان.
ويعود اختيار اسم هلا فبراير وشهر فبراير تحديداً للاحتفال بالمهرجان إلى وقوع عيدي الاستقلال والتحرير في هذا الشهر في 25 فبراير و26 فبراير، بذلك سوف يكون المهرجان مكملاً للأفراح والبهجة بالأعياد الوطنية. بالإضافة إلى اعتدال وجمال حالة الطقس في شهر فبراير، مما يجعله شهراً مناسباً للكرنفالات والاحتفالات والأنشطة الخارجية المصاحبة للمهرجان.